# Sigma Octantis

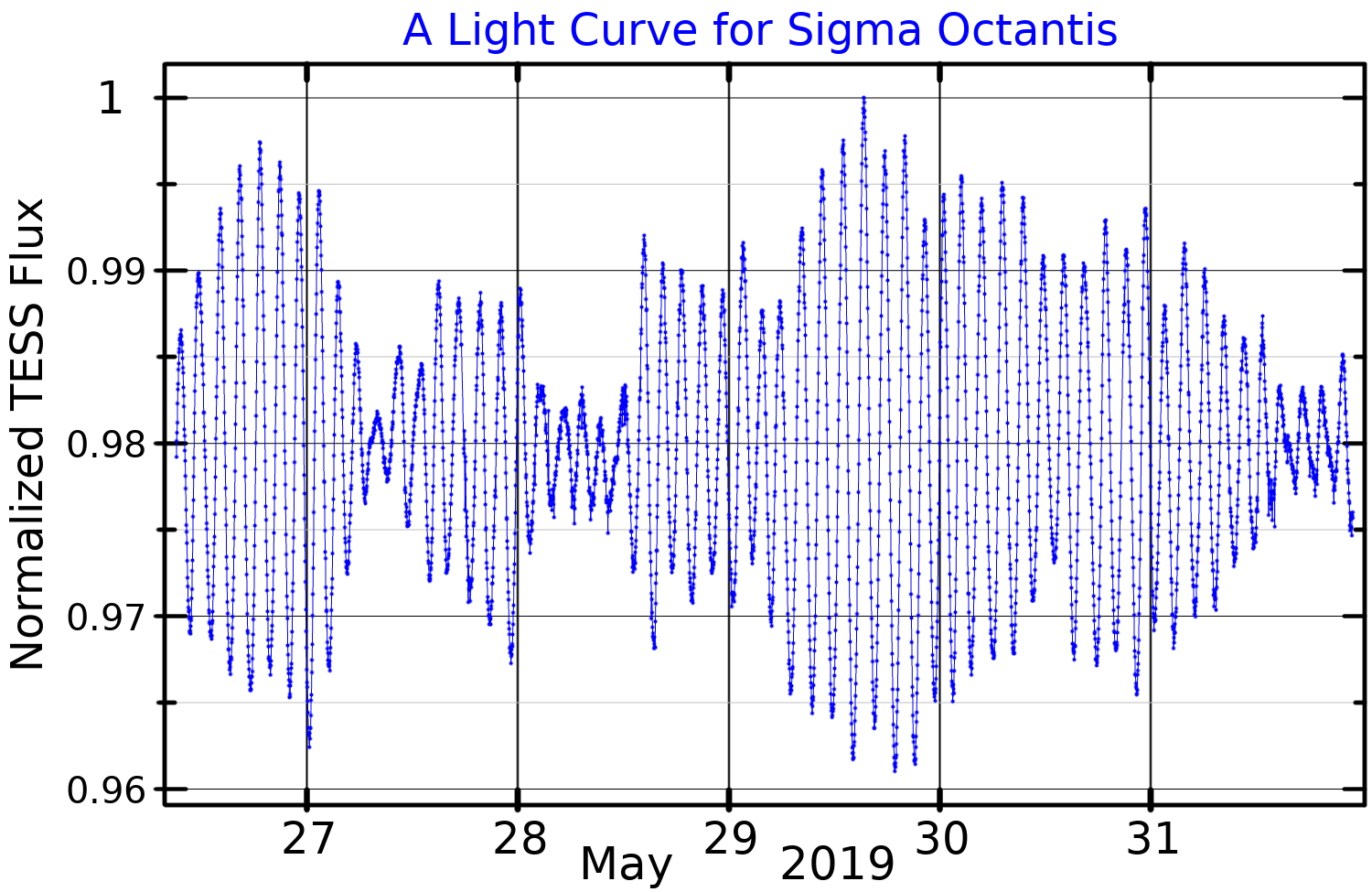
Representação das curvas feitas pela luz liberada pela Sigma Octantis.

Sigma Octantis (σ Oct), também denominada Polaris Australis [poʊˈlɛərɪs ɔːˈstreɪlɪs], é uma estrela situada na constelação de Octans, também chamada de Estrela Polar do Sul, em virtude de ser a mais próxima do polo celeste sul. Para um observador no Hemisfério sul, a estrela parece estar imóvel, e todas as estrelas do hemisfério parecem girar ao redor dela.
Ao contrário da estrela Polaris, de magnitude aparente 2, que atua como a estrela polar do Norte, Polaris Australis tem uma magnitude de quase 5,45. Esta magnitude encontra-se no limite da visão humana desarmada, sendo desta forma, de pouco auxílio para localizar o polo sul.
Sigma Octantis está aproximadamente a 270 anos-luz da Terra, é classificada como uma estrela gigante e possui tipo espectral F0 III.